# 유한차분
유한차분(有限差分, 영어: finite difference)은 함숫값의 차를 이용해 미분계수를 근사하는 방법이다. 이를 통해 편미분방정식을 푸는 것은 유한차분법이라고 한다. 유한차분계수를 구하는 방법은 다양하며 편미분방정식을 푸는 유한차분법의 결과도 달라진다.

## 같이 보기
- 유한차분법
- 차분방정식
- 유한차분계수
- 차분몫